# UCI Àsia Tour 2012-2013
L'UCI Àsia Tour 2012-2013 és la novena edició de l'UCI Àsia Tour, un dels cinc circuits continentals de ciclisme de la Unió Ciclista Internacional. Està format per 35 proves, organitzades entre el 20 d'octubre de 2012 i el 29 de setembre de 2013 a Àsia.

## Evolució del calendari

### Octubre de 2012
| Data  | Cursa          | País            | Cat. | Vencedor       | Equip                 |
| ----- | -------------- | --------------- | ---- | -------------- | --------------------- |
| 20-28 | Tour de Hainan | R.P. de la Xina | 2.HC | Dmitri Grúzdev | Astana Qazaqstan Team |
| 21    | Japan Cup      | Japó            | 1.HC | Ivan Basso     | Liquigas-Cannondale   |

### Novembre de 2012
| Data  | Cursa               | País            | Cat. | Vencedor      | Equip                       |
| ----- | ------------------- | --------------- | ---- | ------------- | --------------------------- |
| 1-8   | Volta al llac Taihu | R.P. de la Xina | 2.1  | Milan Kadlec  | ASC Dukla Praha             |
| 18-20 | Tour de Fuzhou      | R.P. de la Xina | 2.2  | Choi Ki Ho    | Equip nacional de Hong Kong |
| 25    | Tour d'Okinawa      | Japó            | 1.2  | Thomas Palmer | Drapac                      |

### Desembre de 2012
| Data  | Cursa            | País      | Cat. | Vencedor   | Equip                       |
| ----- | ---------------- | --------- | ---- | ---------- | --------------------------- |
| 7-9   | Tour de l'Ijen   | Indonèsia | 2.2  | Choi Ki Ho | Equip nacional de Hong Kong |
| 17-21 | Tour del Vietnam | Vietnam   | 2.2  | En Huang   | MAX Success Sports          |

### Febrer de 2013
| Data  | Cursa            | País     | Cat. | Vencedor           | Equip                   |
| ----- | ---------------- | -------- | ---- | ------------------ | ----------------------- |
| 3-8   | Tour de Qatar    | Qatar    | 2.HC | Mark Cavendish     | Omega Pharma-Quick Step |
| 11-16 | Tour d'Oman      | Oman     | 2.HC | Christopher Froome | Team Sky                |
| 21-2  | Tour de Langkawi | Malàisia | 2.HC | Julián Arredondo   | Team Nippo-De Rosa      |

### Març de 2013
| Data  | Cursa                                                 | País        | Cat. | Vencedor             | Equip                          |
| ----- | ----------------------------------------------------- | ----------- | ---- | -------------------- | ------------------------------ |
| 14    | Campionats d'Àsia de ciclisme - contrarellotge        | Índia       | CC   | Muradjan Khalmuratov | Equip nacional de l'Uzbekistan |
| 14    | Campionats d'Àsia de ciclisme - contrarellotge sub-23 | Índia       | CC   | Daniil Fominykh      | Equip nacional del Kazakhstan  |
| 16    | Campionats d'Àsia de ciclisme - cursa en ruta sub-23  | Índia       | CC   | Ali Khademi          | Equip nacional de l'Iran       |
| 17    | Campionats d'Àsia de ciclisme - cursa en ruta         | Índia       | CC   | Muradjan Khalmuratov | Equip nacional de l'Uzbekistan |
| 18-24 | Tour de Taïwan                                        | Xina Taipei | 2.1  | Bernard Sulzberger   | Drapac Professional Cycling    |

### Abril de 2013
| Data  | Cursa                 | País      | Cat. | Vencedor       | Equip                       |
| ----- | --------------------- | --------- | ---- | -------------- | --------------------------- |
| 1-6   | Tour de Tailàndia     | Tailàndia | 2.2  | Choi Ki Ho     | Equip nacional de Hong Kong |
| 13-16 | Tour de les Filipines | Filipines | 2.2  | Ghader Mizbani | Tabriz Petrochemical Team   |
| 21    | Melaka Governor Cup   | Malàisia  | 1.2  | Lex Nederlof   | CCN Cycling Team            |

### Maig de 2013
| Data  | Cursa          | País | Cat. | Vencedor          | Equip                     |
| ----- | -------------- | ---- | ---- | ----------------- | ------------------------- |
| 19-26 | Volta al Japó  | Japó | 2.1  | Fortunato Baliani | Team Nippo-De Rosa        |
| 22-27 | Tour de l'Iran | Iran | 2.2  | Ghader Mizbani    | Tabriz Petrochemical Team |
| 30-2  | Tour de Kumano | Japó | 2.2  | Julián Arredondo  | Team Nippo-De Rosa        |

### Juny de 2013
| Data  | Cursa             | País          | Cat. | Vencedor       | Equip                     |
| ----- | ----------------- | ------------- | ---- | -------------- | ------------------------- |
| 2-9   | Tour de Singkarak | Indonèsia     | 2.2  | Ghader Mizbani | Tabriz Petrochemical Team |
| 9-16  | Tour de Corea     | Corea del Sud | 2.2  | Michael Cuming | Rapha Condor-JLT          |
| 26-30 | Jelajah Malaysia  | Malàisia      | 2.2  | Sea Keong Loh  | OCBC Singapore            |

### Juliol de 2013
| Data | Cursa                 | País            | Cat. | Vencedor         | Equip                     |
| ---- | --------------------- | --------------- | ---- | ---------------- | ------------------------- |
| 7-20 | Tour del llac Qinghai | R.P. de la Xina | 2.HC | Samad Pourseyedi | Tabriz Petrochemical Team |

### Agost de 2013
| Data  | Cursa          | País     | Cat. | Vencedor       | Equip                     |
| ----- | -------------- | -------- | ---- | -------------- | ------------------------- |
| 18-22 | Tour de Borneo | Malàisia | 2.2  | Ghader Mizbani | Tabriz Petrochemical Team |

### Setembre de 2013
| Data  | Cursa                 | País            | Cat. | Vencedor             | Equip                        |
| ----- | --------------------- | --------------- | ---- | -------------------- | ---------------------------- |
| 4-7   | Tour de Java oriental | Indonèsia       | 2.2  | José Vicente Toribio | Team Ukyo                    |
| 14-16 | Volta a Hokkaidō      | Japó            | 2.2  | Thomas Lebas         | Bridgestone Anchor           |
| 14-20 | Volta a la Xina I     | R.P. de la Xina | 2.1  | Kyrill Pozdniakov    | Synergy Baku Cycling Project |
| 24-30 | Volta a la Xina II    | R.P. de la Xina | 2.1  | Alois Kaňkovský      | ASC Dukla Praha              |

### Proves anul·lades
| Data       | Prova              | País   | Cat. | Causa                |
| ---------- | ------------------ | ------ | ---- | -------------------- |
| 15 juny    | Golan I            | Síria  | 1.2  | Guerra civil siriana |
| 17 juny    | Golan II           | Síria  | 1.2  | Guerra civil siriana |
| 20 juny    | Golan III          | Síria  | 1.2  | Guerra civil siriana |
| 24-28 ago. | Kerman Tour        | Iran   | 2.2  |                      |
| 25-29 set. | Tour de Brunei     | Brunei | 2.2  |                      |
| 10-14 nov. | Milad de Nour Tour | Iran   | 2.2  |                      |

## Classificacions
- Font: UCI Àsia Tour Arxivat 2016-03-03 a Wayback Machine.

| #   | Ciclista                   | País                 | Pts |
| 1.  | Julián Arredondo (COL)     | Nippo-De Rosa        | 343 |
| 2.  | Alois Kaňkovský (CZE)      | ASC Dukla Praha      | 288 |
| 3.  | Ghader Mizbani (IRI)       | Tabriz Petrochemical | 276 |
| 4.  | Samad Poor Seiedi (IRI)    | Tabriz Petrochemical | 269 |
| 5.  | Benjamin Giraud (FRA)      | La Pomme Marseille   | 245 |
| 6.  | Choi Ki Ho (HKG) *         | -                    | 243 |
| 7.  | Milan Kadlec (CZE)         | ASC Dukla Praha      | 202 |
| 8.  | Kiril Pozdniakov (RUS)     | Synergy Baku Project | 200 |
| 9.  | Muradian Khalmuratov (UZB) | RTS Racing           | 186 |
| 10. | Fortunato Baliani (ITA)    | Nippo-De Rosa        | 172 |

| #   | Equip                | País        | Pts |
| 1.  | Tabriz Petrochemical | Iran        | 813 |
| 2.  | Nippo-De Rosa        | Japó        | 609 |
| 3.  | ASC Dukla Praha      | Txèquia     | 518 |
| 4.  | Synergy Baku Project | Azerbaidjan | 493 |
| 5.  | Astana Continental   | Kazakhstan  | 425 |
| 6.  | La Pomme Marseille   | França      | 346 |
| 7.  | Terengganu           | Malàisia    | 333 |
| 8.  | Drapac               | Austràlia   | 328 |
| 9.  | RTS Racing           | Xina Taipei | 291 |
| 10. | Bridgestone Anchor   | Japó        | 256 |

| #   | País            | Pts    |
| 1.  | Iran            | 1.068  |
| 2.  | Kazakhstan      | 649    |
| 3.  | Japó            | 593    |
| 4.  | Hong Kong       | 592    |
| 5.  | Malàisia        | 588,25 |
| 6.  | Uzbekistan      | 317    |
| 7.  | Corea del Sud   | 278,25 |
| 8.  | Indonèsia       | 193    |
| 9.  | R.P. de la Xina | 185    |
| 10. | Kirguizstan     | 148    |

| #   | País          | Pts    |
| 1.  | Hong Kong     | 460    |
| 2.  | Kazakhstan    | 405    |
| 3.  | Iran          | 223    |
| 4.  | Malàisia      | 127,25 |
| 5.  | Líban         | 84     |
| 6.  | Corea del Sud | 84     |
| 7.  | Indonèsia     | 48     |
| 8.  | Tailàndia     | 42     |
| 9.  | Japó          | 41     |
| 10. | Uzbekistan    | 22     |